# 显脉贯众蕨
显脉贯众蕨（学名：Polystichum nervosum）为鳞毛蕨科耳蕨属下的一个种。

## 扩展阅读
- 維基物種上的相關：显脉贯众蕨